# Turcherie

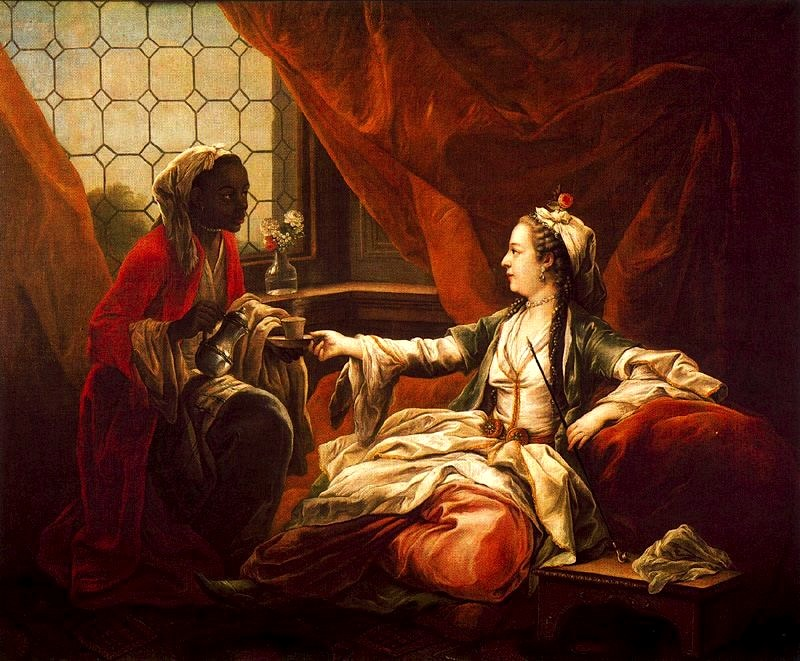
Madame de Pompadour ritratta in abiti turchi nel 1747 da Charles-André van Loo

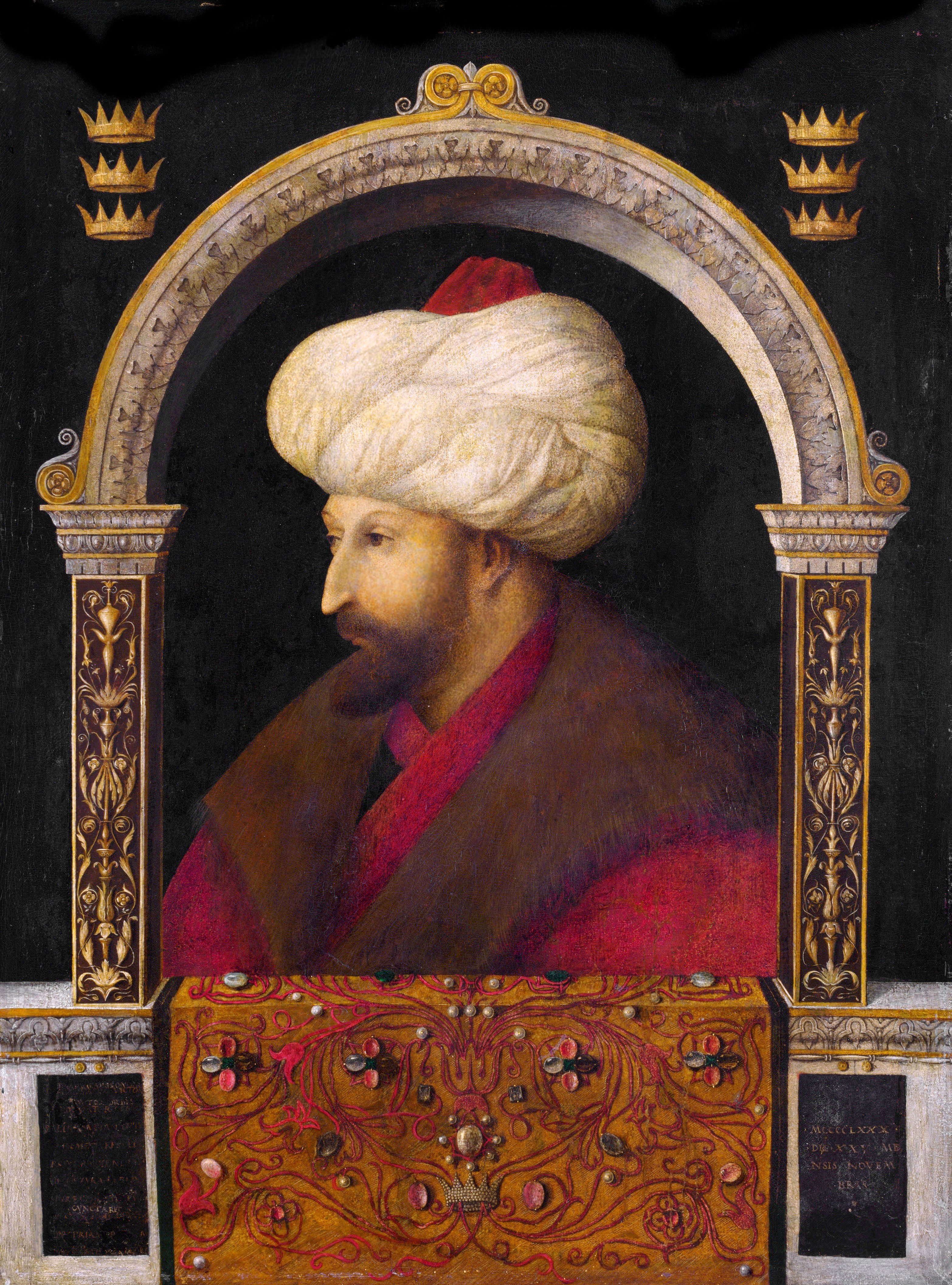
Ritratto del sultano Maometto II di Gentile Bellini (ca. 1480, ma ampiamente restaurato dopo), che visitò Costantinopoli e dipinse molte scene turche.

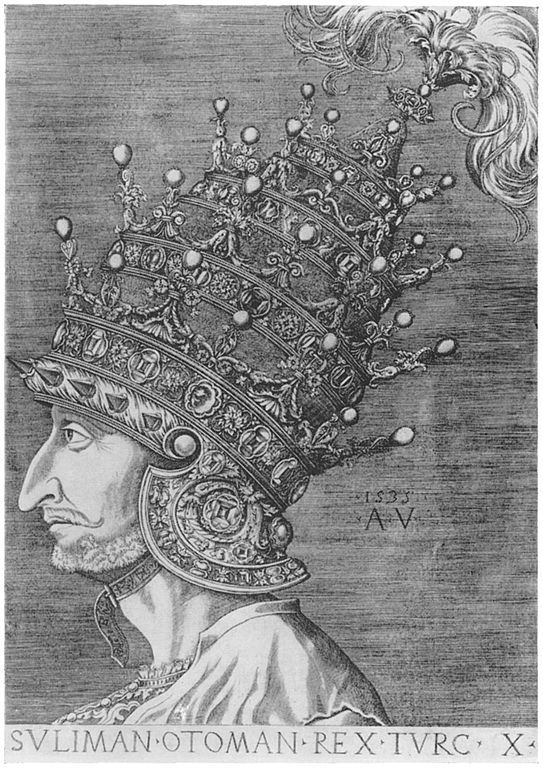
Ritratto di Solimano il Magnifico del pittore Agostino Veneziano. Notare i quattro livelli del copricapo che aveva commissionato a Venezia, simbolizzante il suo potere imperiale superiore ai tre livelli della tiara papale.

Turcherie furono dette, in Europa occidentale, tutte le cose che dal XVI al XVIII secolo divennero di moda ad imitazione dell'arte e della cultura dell'Impero ottomano. Molti paesi dell'Europa occidentale vennero affascinati dalla cultura esotica e relativamente sconosciuta della Turchia, che era il centro dell'Impero ottomano, e all'inizio del periodo l'unico potere a rappresentare una grave minaccia militare per l'Europa. L'Occidente dimostrò un crescente interesse per i prodotti e l'arte turca, tra cui la musica, le arti visive, l'architettura e la scultura. Questo fenomeno di moda divenne più popolare attraverso le rotte commerciali e l'aumento delle relazioni diplomatiche tra gli Ottomani e le nazioni europee, esemplificate dall'alleanza franco-ottomana e dall'ambasciata persiana a Luigi XIV nel 1715. Ambasciatori e commercianti spesso rientravano in patria raccontando di luoghi esotici e portando souvenir delle loro avventure.
Il movimento si rifletté spesso nell'arte del periodo. Musica, pittura, architettura e artefatti vennero spesso ispirati dagli stili e metodi turchi e ottomani. I dipinti in particolare, rappresentavano gli ottomani con colori brillanti e contrastati, proponendo le loro interessanti peculiarità e la natura esotica.

## Storia del movimento
In seguito alle esplorazioni geografiche, all'incirca tra il XV e il XVIII secolo, ci fu un'esplosione del numero di merci e di disponibilità dei prodotti. La gente acquistava la cartografia di nuova creazione e utilizzava queste mappe per esplorare il mondo su carta. Ci fu la moda di collezionare oggetti e un desiderio di averne sempre di più. In aggiunta vi era il valore dell'esotismo, che valorizzava le cose che provenivano da una grande distanza. Europei e Ottomani, similmente, stavano sviluppando una coscienza di se stessi in relazione al mondo più vasto.  Allo stesso tempo, gli Ottomani stavano lentamente cessando di essere considerati come una seria minaccia militare per l'Europa occidentale, nonostante la loro occupazione permanente dei Balcani e le campagne come quella conclusa con la battaglia di Vienna nel 1683.
Andarono sorgendo nuovi modelli di consumo, soprattutto con le navi mercantili che erano in grado di navigare in Africa. Le materie prime che una tempo erano costose stavano diventando più accessibili. I prodotti spesso definivano le persone in termini di sesso, età, e disponibilità economica. Questa nozione di definizione sociale delineava il tema principale dell'esplosione delle merci dal XVI secolo in poi. Il sistema di scambio aveva a che fare proprio con l'accessibilità e la disponibilità di beni su grande scala. È importante notare che questo non era solo un fenomeno europeo. Gli europei non erano le uniche persone che avevano sviluppato una sensibilità sul come consumare cose diverse avrebbe potuto definire i loro rapporti a livello nazionale e all'estero. In questo contesto, c'era una visione più ampia del consumo e del proprio posto nel mondo. Una persona doveva consumare al fine di mostrare la sua situazione finanziaria e la posizione sociale. Il caffè è un esempio di una merce che è divenne più popolare da quando gli europei lo "scoprirono" in terre ottomane e impararono a consumarlo. Turcherie non erano solo gli arredi, le decorazioni, l'arte, la moda e l'abbigliamento, ma anche gli accessori e i gioielli.

### Prospettive europee
C'èra qualcosa di unico nei modi in cui gli europei svilupparono la visione dell'esotismo, ponendo una maggiore enfasi nella costruzione di imperi e la colonizzazione di altre nazioni. Ci fu una moda sempre più diffusa per gli stili turchi in tutta Europa nei secoli XV e XVI. Gli europei iniziarono a vedere i rivali ottomani non come nemici da combattere o da imitare militarmente, politicamente, diplomaticamente, ma piuttosto come possessori di pittoresche e strane mode che potevano essere consumate. Il consumo di queste mode esotiche avrebbe mostrato il proprio posto d'elite nella società così come l'apertura mentale e l'interesse per il mondo. Questa moda fu dovuta alla presenza degli europei nella corte ottomana e al portare i loro prodotti in Europa. L'aumento delle relazioni mercantili tra il popolo turco e gli europei aiutò questo processo. La prosecuzione di questi sistemi di commercio aiutarono a diffondere rapidamente le nuove mode in Europa.

## Decorazioni
Lo stile turco di decorazioni con colori vivaci venne utilizzato su molti tipi di oggetti, tra cui gli orologi. Molti di quelli importati avevano le ore e il nome del creatore in caratteri arabi. Una persona che possedeva uno di questi orologi era considerato di elevato stato sociale.
La grandezza turca interpretata da sultani poteva essere attraente per gli europei. Agostino Veneziano fece un ritratto di Solimano il Magnifico, sultano dell'impero ottomano, nel 1520. Egli era conosciuto come il "Gran Turco" e perturbò costantemente l'equilibrio europeo. L'immagine ritrae il sultano come una gentile persona con tratti di antica barbarie. Era molto conosciuto per assecondare i desideri della sultana, Roxelana, che voleva uccidere i figli del marito (avuti dalla prima moglie) per far salire al trono uno dei suoi.
I tessuti erano spesso brillanti, ricchi e ricamati, come rappresentato nel dipinto, Himan de la Grande Mosquee di Joseph-Marie Vien nel 1748. Nel contesto di turcherie, i tessili turchi erano anche considerati un lusso nelle case europee elitarie, dove si trovavano spesso velluti con motivi floreali stilizzati. Le stoffe erano tessute in Anatolia per il mercato europeo o, più comunemente a Venezia, sotto l'influenza turca. I tessuti in stile italiano erano spesso realizzati dai turchi ottomani per i veneziani a causa della loro manodopera a buon mercato e le relazioni commerciali continue.

## Ritratti: europei e americani

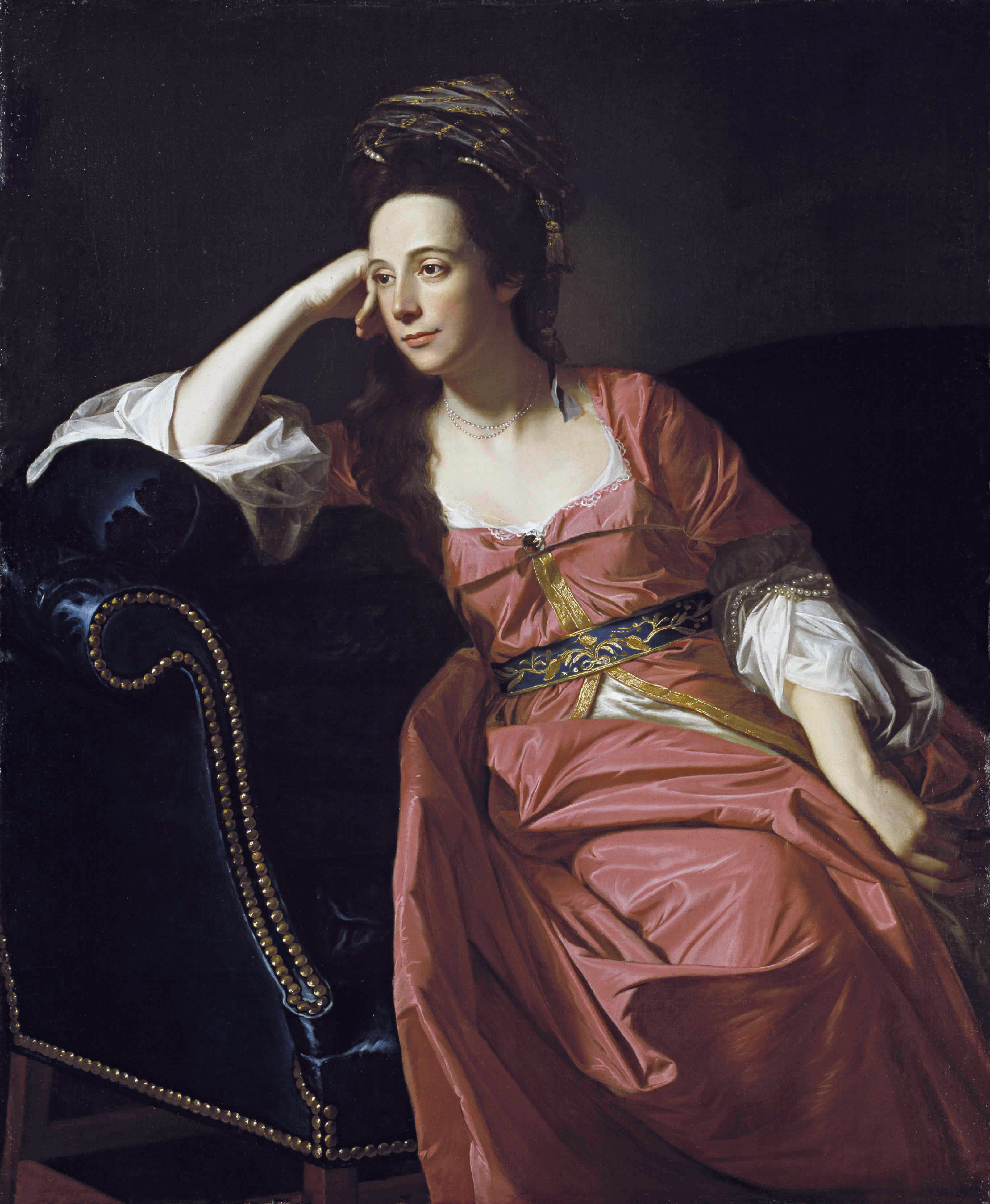
Mrs. Thomas Gage di John Singleton Copley, 1771. Una perfetta rappresentazione di turcherie..

Ritratti europei del XVIII secolo, spesso ritraevano la propria posizione sociale e ricchezza. L'abito, la postura, e gli oggetti di scena venivano accuratamente selezionati al fine di comunicare correttamente lo stato sociale. Al fine di presentare meglio se stessi in maniera elitaria e moda esotica, venivano spesso ritratti nello stile delle turcherie. Questo comprendeva l'indossare abiti ampi, allacciati con fasce ornate di stoffa ricamata. Alcuni indossavano abiti bordati di ermellino, mentre altri indossavano turbanti. La maggior parte abbandonarono i loro corsetti e ornamenti di perle nei capelli. Molti ritratti mostravano tappeti turchi visualizzati sul pavimento, tessuti con colori vivaci e disegni esotici. Gli abiti larghi e gli stili poco ortodossi aumentavano la sessualizzazione stereotipata degli ottomani del tempo. Gli europei erano ossessionati dallo stile turco dei ritratti in quel momento. Ci sono anche molti ritratti di gente turca realizzati da artisti europei. Essi sono stati spesso rappresentati come arretrati, diversi ed esotici. Era raro che i ritratti fossero dipinti senza indossare i loro abiti tradizionali. Forse la trasformazione più influente nella moda delle turcherie in Europa fu fatta da lady Mary Wortley Montagu. La Montagu andò in Turchia nel 1717 quando suo marito fu inviato come ambasciatore presso l'Impero ottomano. Le sue lettere inviate da Costantinopoli, descrivevano la moda turca e vennero distribuite ampiamente in forma manoscritta. Vennero poi stampate dopo la sua morte nel 1762. Le sue lettere aiutato a rappresentare gli stereotipi con cui gli europei interpretarono la moda turca e il come vestirsi. Questo fenomeno trovò poi la sua strada attraverso l'Oceano Atlantico giungendo nell'America coloniale, dove vennero anche pubblicate le lettere della Montagu.

## Opera

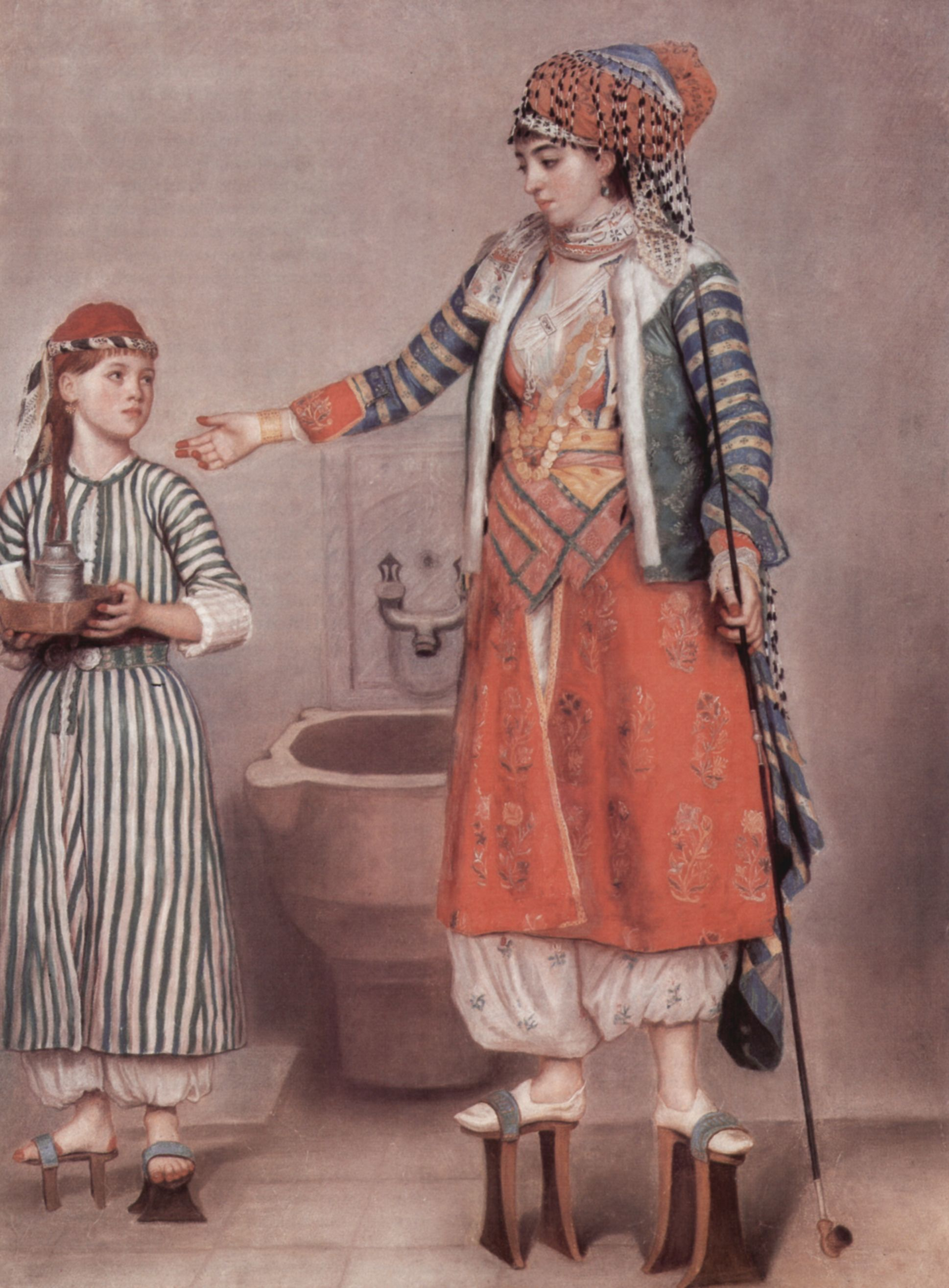
Due donne turche del XVIII secolo, pastello di Jean-Étienne Liotard, che visitò la turchia al seguito dell'ambasciatore britannico nel 1738. A differenza dei loro pantaloni larghi, le enormi scarpe indossate dalle donne non avrebbero colpito gli europei contemporanei, visto che le donne occidentali indossavano soprascarpe simili.

Nel XVIII secolo era di moda fumare tabacco turco in una pipa turca, indossando un abito turco. L'opera europea venne influenzata pesantemente dall'idea delle turcherie. Maometto II (1451-1481), il conquistatore che è considerato il fondatore dell'impero ottomano, fu il soggetto di molte opere. La sua conquista di Costantinopoli nel 1453 è stata la base dell'opera tedesca Mehmed II, composta da Reinhard Keiser nel 1693. Così come c'erano molte opere basate sui conflitti in corso tra Tamerlano e Beyazid I, tra cui Tamerlano di George Frideric Handel. Queste storie di perseveranza e passione piacquero a molti europei, e quindi guadagnarono popolarità. Uno dei più importanti generi lirici francesi era la tragédie lyrique, rappresentata da Scanderberg, con musiche di François Rebel e François Francœur e libretto di Antoine Houdar de la Motte del 1735. Quest'opera era visivamente una delle più elaborate opere turche, con scenografie dettagliate delle moschee e serragli e molti personaggi esotici.

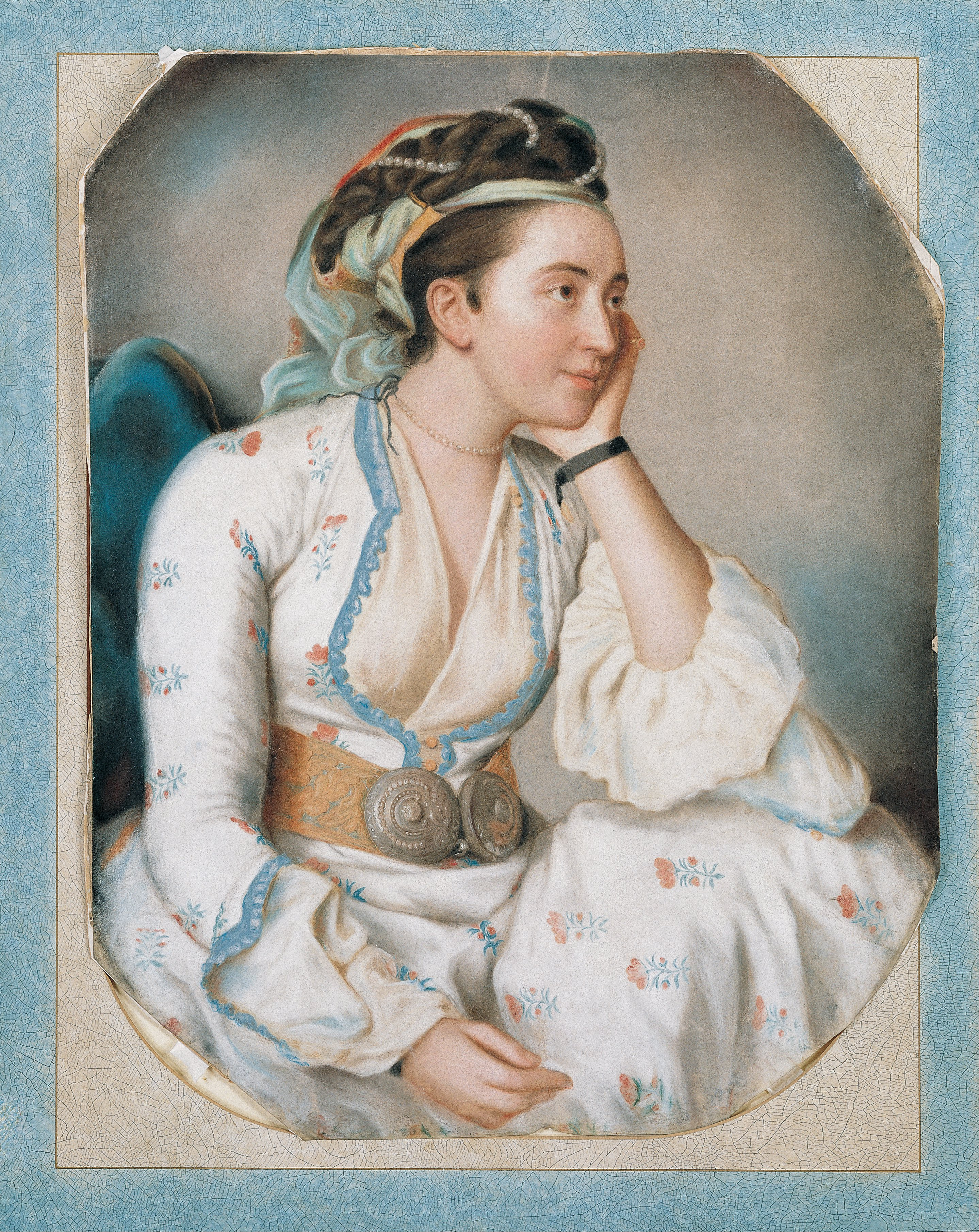
Donna in abiti turchi, pastello di Jean-Étienne Liotard

Le opere utilizzavano temi di turcherie compresi nelle solite lingue europee, ma cercarono di imitare la cultura e i costumi turchi. Offrirono un mondo di fantasia, splendore e avventura che era irraggiungibile per la persona media. Il pubblico era affascinato dalle raffigurazioni turche e ottomane. Le storie e le implicazioni, nonché i costumi stravaganti e l'elaborata messa in scena entusiarmarono gli spettatori. Gli europei desiderarono fermamente impersonarsi nella realtà della rappresentazione dei popoli turchi. Durante gli spettacoli, le donne vestivano spesso all'ultima moda, dove il colore locale è suggerito dall'abbigliamento straniero o da numerosi ornamenti. I maschi tendevano a indossare il più autentico abito turco rispetto alle donne, tra cui un turbante, una fascia, lungo caffettano legato con ricchi tessuti.

## Musica

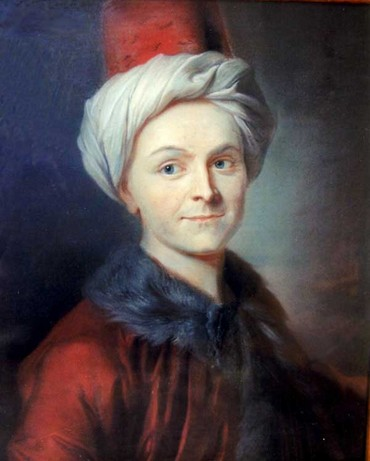
Turquerie di Maurice Quentin de La Tour.

La musica delle opere che utilizzavano il concetto di turcherie non era seriamente influenzata dalla musica turca. I compositori del XVIII secolo non erano interessati all'etnomusicologia, o ad adottare lo stile di suono di un determinato paese o area. Il pubblico europeo già allora rigettava  quello che ritenevano essere lo sgradevole e primitivo stile musicale del popolo turco. La musica turca tradizionale includeva microtoni, arabeschi, sistemi di scala differenti, e modelli ritmici non occidentali. Gli europei già ritenevano questo tipo di musica, come disse una volta Wolfgang Amadeus Mozart, "offensiva per le orecchie." Brevi stacchi di essa nelle opere erano abbastanza comuni, ma solo per aggiungere effetti comici.